# Nadine Grotkamp
Nadine Grotkamp ist eine deutsche Richterin, Juristin und Althistorikerin sowie Privatdozentin der Johann Wolfgang Goethe-Universität in Frankfurt am Main.

## Werdegang
Grotkamp studierte bis 2002 Alte Geschichte, Rechtswissenschaft und Philosophie an der Philipps-Universität Marburg sowie der Universität Paris IV (Sorbonne). Nach dem Erwerb des Titels Magistra Artium wechselte sie zur Goethe-Universität in Frankfurt am Main für ein Jurastudium, das sie 2004 mit dem Ersten Staatsexamen abschloss. Bis 2007 war sie am Max-Planck-Institut für europäische Rechtsgeschichte beschäftigt, wo sie 2006 das Forum junger Rechtshistoriker ausrichtete. 2007 wurde sie mit einer Arbeit zum „Völkerrecht im römischen Prinzipat“ im Fach „Alte Geschichte“ zur Dr. phil. promoviert.
Während ihres Rechtsreferendariats, das sie in Frankfurt am Main absolvierte, war sie bei Guido Pfeifer am Lehrstuhl für Antike Rechtsgeschichte, Europäische Privatrechtsgeschichte und Zivilrecht als Wissenschaftliche Mitarbeiterin beschäftigt. Nach Abschluss des Zweiten Staatsexamens war sie von 2009 bis 2010 wiederum Wissenschaftliche Mitarbeiterin am Max-Planck-Institut für europäische Rechtsgeschichte und dort Koordinatorin der International Max Planck Research School for Comparative Legal History sowie parallel Gastdozentin an der Université Lumière Lyon 2, bevor sie 2011 wieder zu Guido Pfeifer wechselte. 
Ab 2012 leitete sie ein Teilprojekt zum Rechtsschutz im hellenistischen Ägypten im LOEWE-Schwerpunkt „Gerichtliche und außergerichtliche Konfliktlösung“. 2013 wurde sie mit einer Arbeit zum „Schadensersatz als Leistungssurrogat. Zur Schadensbemessung bei Verzug und Unmöglichkeit“ auch zur Dr. jur. promoviert. Zwei Jahre später habilitierte sie sich in den Bereichen Römisches Recht, Zivilrecht und Europäische Privatrechtsgeschichte. Schon zuvor, seit 2014, vertrat sie mehrere Professuren an der Georg-August-Universität Göttingen und der Friedrich-Schiller-Universität Jena.
Nadine Grotkamp betreut die Papyrussammlung der juristischen Fakultät in Frankfurt am Main. Sie ist Mitglied der Zivilrechtslehrervereinigung.
Seit April 2022 ist Grotkamp als Richterin am Landgericht Frankfurt am Main tätig. Dort ist sie Mitglied einer Zivilkammer und einer Wirtschaftsstrafkammer.

## Wissenschaftliche Schwerpunkte
Grotkamp, Volljuristin und Althistorikerin, verknüpft in Forschung und Lehre insbesondere die Wissenschaftsgebiete „Antike Rechtsgeschichte“ und „Alte Geschichte“. Mit ihrer etwas überarbeiteten Dissertation, die 2007 unter dem Titel Völkerrecht im Prinzipat. Möglichkeit und Verbreitung im Nomos Verlag erschien, leistete sie einen „grundlegenden Beitrag zur Geschichte des Völkerrechts“. Ihre völkerrechtliche Untersuchung gilt, aufgrund der teilweise sehr dürftigen Quellenlage, insbesondere dem völligen Fehlen von Originaltexten internationaler Verträge, als „ebenso mutig wie verdienstvoll“. Karl-Heinz Ziegler führt in seiner Rezension abschließend aus, Grotkamps Buch gehöre „zu den wichtigsten Arbeiten, die in den letztem [sic!] Jahrzehnten zur antiken Völkerrechtsgeschichte vorgelegt wurden“.
Grotkamp beschäftigt sich wissenschaftlich außerdem mit der Erforschung und Interpretation juristischer Papyri als Quellengattung der Rechtswissenschaft. Im August 2010 referierte sie beim „26e Congrès international de papyrologie“ in Genève zum Thema „Diebstahl im ptolemäischen Ägypten“. Beim XVIII. Forum Junger Rechtshistorikerinnen und Rechtshistoriker/Association of Young Legal Historians [AYLH] im Mai/Juni 2012 in Wien stellte Grotkamp unter dem Titel „Ungeregelte oder geregelte Rechtsdurchsetzung im hellenistischen Ägypten“ ihr Habilitationsprojekt vor, wobei sie diverse papyrologische Quellen als Grundlage ihrer Forschungsarbeit anführte.

## Werke
- Völkerrecht im Prinzipat. Möglichkeit und Verbreitung. Nomos, Baden-Baden 2009, ISBN 978-3-83294-826-9.
- Schadensersatz als Leistungssurrogat. Die Schadensbemessung im gegenseitigen Schuldverhältnis bei Verzug und Unmöglichkeit. Nomos, Baden-Baden 2014, ISBN 978-3-84871-257-1.
- Rechtsschutz im hellenistischen Ägypten. C.H.Beck, München 2018, ISBN 978-3-406-71906-6.
- Als Herausgeberin mit Oliver Brupbacher, Jana Osterkamp, Tilmann Röder, Stefan Ruppert und David Sörgel: Erinnern und Vergessen. Remembering and Forgetting. Peter Lang, München 2007, ISBN 978-3-89975-595-4.
- Migranten vor Gericht: die Debatte um antikes Kollisionsrecht aus dem Blickwinkel von Internationalem Privatrecht und europäischer Privatrechtsvereinheitlichung. In: Patrick Sänger, Rodney Ast (Herausgeber): Minderheiten und Migration in der griechisch-römischen Welt. Politische, rechtliche, religiöse und kulturelle Aspekte. Schöningh, Paderborn 2016, ISBN 978-3-506-76635-9.
- Als Herausgeberin mit Guido Pfeifer: Außergerichtliche Konfliktlösung in der Antike. Beispiele aus drei Jahrtausenden. Max-Planck-Institut für europäische Rechtsgeschichte, Frankfurt am Main 2017, ISBN 978-3-944773-08-7.